# Mazda Cosmo Sport 110S
La Mazda Cosmo Sport 110S est une automobile sportive produite par le constructeur japonais Mazda produite de 1967 à 1972. Elle est la deuxième automobile produite en série mue par un moteur Wankel, après la NSU Spider.

## Compétition
La Mazda Cosmo Sport 110S est l'une des premières automobiles dotées d'un moteur rotatif Wankel, à être engagée en compétition. En 1968, lors du Marathon de la route, elle se classe en quatrième position.